# William A. Gamson
William Anthony „Bill“ Gamson (geb. 27. Januar 1934 in Philadelphia, Pennsylvania; gest. 23. März 2021) war Soziologe mit Forschungsschwerpunkten in soziologischer Methodologie, Mediensoziologie und sozialen Bewegungen. Er war der 85. Präsident der American Sociological Association.

## Leben
Gamson entstammt einer bürgerlichen Familie aus Philadelphia, seine Mutter war Schauspielerin, sein Vater betrieb einen Großhandel für Damenoberbekleidung. In seiner Jugend wollte er Baseball-Trainer werden, was ihn auf die Idee brachte, dass man Verhalten ändern kann, indem man Regeln ändert und andere Anreize setzt.
Mitte der 1950er Jahre heiratete er die ebenfalls in Philadelphia aufgewachsene Soziologin Zelda F. Finkelstein, Tochter zweier ukrainischen Immigranten, als diese noch zum Antioch College ging. Mit ihr hatte er eine Tochter und einen Sohn, den Soziologen Joshua Gamson.

## Karriere
Gamson promovierte 1959 an der University of Michigan, Ann Arbor und nahm danach seien ersten Job an der Harvard University auf. Ab 1962 lehrte er 20 Jahre in Ann Arbor; 1982 wechselte er zum Boston College, wo er 2000 emeritiert wurde.
Gamson erhielt 1978 ein Guggenheim-Stipendium und gewann 1962 den „AAAS Prize for Behavioral Science Research“. 2002 wurde er zudem in die American Academy of Arts and Sciences gewählt.

## Werk
1966 konzipierte Gamson die spieltheoretisch begründete „simulierte Gesellschaft“ (SimSoc von englisch „simulated society“), eine Strategiesimulation, bei der Teilnehmer sich in konfliktreiche Positionen versetzen sollen, und so gefordert werden, sich strukturellen sozialen Ungleichheiten zu stellen und ethisch informierte Strategien kollektives Handelns zu entwickeln.

### Gamsons Gesetz
Gamson's Law of Proportionality (meist Gamson's Law) wurde 1971 von Eric C. Browne und Mark N. Franklin formuliert. Es besagt, dass die politische Macht einer Partei und ihre numerische Repräsentation in einem Parlament proportional zueinander sind. Das Gesetz basiert auf der Idee, dass jede Partei bzw. Fraktion einen Gewinn erwartet in der Höhe, wie sie zur Koalition numerisch beiträgt; ein Gedanke den Gamson 1962 im Artikel A theory of coalition formation vorgetragen hatte.

## Schriften (Auswahl)

### Monographien
- William A. Gamson: The strategy of social protest. Dorsey Press, Homewood, Il. 1975, ISBN 978-0-256-01684-0.
- William A. Gamson, Bruce Fireman, Steven Rytina: Encounters with unjust authority (= The Dorsey series in sociology). Dorsey Press, Homewood, Il. 1982, ISBN 978-0-256-02746-4.
- William A. Gamson: Talking politics. Cambridge University Press, Cambridge [England];  New York, NY 1992, ISBN 978-0-521-43062-3.
- William A. Gamson, Larry G. Peppers: SIMSOC: simulated society: participant's manual with selected readings. 5th ed Auflage. Free Press, New York, NY 2000, ISBN 978-0-684-87140-0.

### Artikel
- Gamson, William A.; Modigliani, Andre. 1989. "Media Discourse and Public Opinion on Nuclear Power: A Constructionist Approach". American Journal of Sociology 95: 1–37.
- Gamson, William, A.; Wolfsfeld, Gadi. 1993. "Movements and Media as Interacting Systems." The Annals of the American Academy of Political and Social Science 528: 114–125.
- Gamson, William A.; Meyer, David. 1996. "Framing political opportunity." In D. McAdam, J. McCarthy, & M. Zald (Eds.), Comparative Perspectives on Social Movements: Political Opportunities, Mobilizing Structures, and Cultural Framings (Cambridge Studies in Comparative Politics, pp. 275–290). Cambridge: Cambridge University Press. doi:10.1017/CBO9780511803987.014
- Gamson, William A. 1997. "On Coming to Terms with the Past." American Journal of Sociology 103: 210–215.
- Ferree, Myra Marx; Gamson, William A.; Gerhards, Jurgen; and Rucht, Dieter. 2002. Shaping Abortion Discourse: Democracy and the Public Sphere in Germany and the United States. New York, NY: Cambridge University Press.
- Gamson, William A. 2011. “From Outsiders to Insiders: The Changing Perception of Emotional Culture and Consciousness among Social Movement Scholars.” Mobilization 16: 405–418.
- Gamson, William A. 2013. “Games Throughout the Life-Cycle,” Simulation and Gaming, Vol. 44: 609–623.